# Vital-Fluoreszenz-Doppelfärbung
Die Vital-Fluoreszenz-Doppelfärbung dient der Unterscheidung zwischen lebenden und toten Zellen und somit zur Bestimmung der Zellviabilität mit Hilfe eines Durchflusszytometers, eines Fluoreszenzmikroskop oder eines Fluoreszenzscanners.
Zu einer Zellkultur werden zwei Substanzen hinzu gegeben, die unterschiedlich von lebenden und toten Zellen aufgenommen bzw. verstoffwechselt werden und bei denen eine Fluoreszenz angeregt werden kann. Die erste Substanz ist meistens ein Farbstoff, der in der Zelle verstoffwechselt wird (Fluorescein-Diacetat, SYT09 oder Resazurin) und anschließend lebende Zellen grün oder blau fluoreszieren lässt. Die zweite Substanz, Propidiumiodid, Ethidiumbromid oder DAPI lagert sich in die DNA und RNA ein mit einer einhergehenden Zunahme der Fluoreszenz im roten oder blauen Farbspektrum. Diese werden von lebenden Zellen nur sehr langsam aufgenommen. Die Membran toter Zellen ist dagegen löchrig, so dass der Farbstoff eintreten kann und die Nukleinsäuren in der Zelle rot färbt.
Das Verfahren erlaubt auch, Archaeen, Eubakterien und eukaryotische Zellen anzufärben und im letzteren Fall auch zwischen einer Apoptose und einer Nekrose zu unterscheiden.